# Boarmia atmocyma
Boarmia atmocyma är en fjärilsart som beskrevs av Turner 1917. Boarmia atmocyma ingår i släktet Boarmia och familjen mätare. Inga underarter finns listade i Catalogue of Life.